# 振興醫院
振興醫療財團法人振興醫院，位於臺北市北投區，創立於1967年，原為專門收容小兒麻痺的復健醫院，現今則是以心臟移植及心臟外科聞名的私立綜合醫院。

## 歷史
1964年，蔣宋美齡派專機迎接在韓國訪問的世界復健基金會主席郝華德洛斯克等5位專家來臺北市訪問，並在近郊石牌里研商、籌備設院計畫，因而成立振興育幼院，並於1967年改成立振興復健醫學中心，開始收容因小兒麻痺而成為身障的兒童，提供醫療救援與復健。2009年，更名為振興醫療財團法人振興醫院。
1967年至1993年期間，為小兒麻痺及其他身心障礙兒童提供免費相關醫療服務，包含外科矯治、職能治療、語言治療、心理治療、復健護理及社工服務等，同時也提供職前訓練以及義肢支架裝配，每年服務病患平均達千人次。 
1994年延聘三軍總醫院魏崢醫師及其醫療團隊，開始開心及換心手術，並轉型成現代化綜合醫院。

## 歷任院長

### 復健中心時期
| 任別 | 姓名   | 任職期間 |
| ---- | ------ | -------- |
|      | 張先林 |          |
|      | 彭達謀 |          |
|      | 鄧述微 |          |
|      | 趙尚良 |          |

### 綜合醫院時期
| 任別 | 姓名   | 任職期間 |
| ---- | ------ | -------- |
|      | 魏崢   |          |
|      | 韓韶華 |          |
|      | 張心湜 |          |
|      | 韓韶華 |          |
|      | 劉榮宏 |          |
|      | 李壽東 |          |
|      | 魏崢   |          |

## 組織架構
- 董事會
  - 稽核、秘書

### 院本部
- 院長
  - 醫療副院長
  - 行政副院長
  - 醫務副院長
  - 教研副院長
    - 主任秘書

### 業務單位
- 心臟醫學中心
  - 心臟血管內科
  - 心臟血管外科
  - 心臟加護中心科
  - 心臟重建科
  - 小兒心臟科
  - 心臟護理科

- 內科部
  - 胃腸科
  - 腎臟科
  - 感染科
  - 胸腔內科
  - 神經內科
  - 一般內科
  - 新陳代謝科
  - 血液腫瘤科
  - 呼吸治療科
  - 過敏免疫風濕科
  - 安寧照護科

- 外科部
  - 胸腔外科
  - 神經外科
  - 整形外科
  - 小兒外科
  - 一般外科
  - 乳房外科
  - 創傷外科
  - 大腸直腸外科

- 護理部

- 健康管理中心
  - 一般健檢科
  - 健康管理科
  - 健康管理影像醫學科

- 遠距暨國際醫療中心

- 復健醫學部
  - 運動復健科
  - 神經復健科

- 骨科部
  - 骨病科
  - 一般骨科
  - 運動醫學科
  - 關節重建科

- 耳鼻喉部
  - 鼻科
  - 耳科
  - 聽覺科
  - 喉及頭頸外科

- 眼科部
  - 青光眼科
  - 視網膜科
  - 一般眼科

- 精神醫學部
  - 身心治療科
  - 一般精神科
  - 老年精神科
  - 兒童青少年暨婦女身心醫學科
  - 社會工作室
  - 臨床心理室
  - 職能治療室
  - 睡眠健康中心
  - 銀光學苑

- 泌尿部
  - 一般泌尿科
  - 泌尿腫瘤科
  - 微創手術科

- 家庭暨社區醫學部
  - 家庭醫學科
  - 社區醫學科

- 麻醉部
  - 疼痛科
  - 心臟麻醉科
  - 一般麻醉科

- 急重症醫學部
  - 重症科
  - 急診科
  - 災難醫學科

- 婦產部
  - 婦科
  - 產科
  - 一般婦產科
  - 婦女泌尿科
  - 生殖內分泌科

- 兒童醫學部
  - 新生兒科
  - 一般兒科
  - 小兒重症科

- 影像醫學部
  - 泌尿放射科
  - 介入治療科
  - 一般放射科
  - 乳房與超音波科

- 核子醫學部
  - 正子影像中心
  - 核子醫學科

- 病理檢驗部
  - 臨床病理科
  - 解剖病理科

- 藥學部
  - 門診藥學科
  - 臨床藥學科
  - 藥事管理科
  - 特殊藥劑科

- 獨立醫療科
  - 牙科
  - 皮膚科
  - 營養治療科
  - 老年醫學科
  - 中醫科
  - 放射治療科
  - 加護中心科
  - 感染管理室

- 醫品中心

- 教學研究部

- 醫學影音室

- 醫療業務部
  - 病歷課
  - 櫃台作業課
  - 健康保險課
  - 社會服務課

### 行政單位
- 資訊室
  - 系統應用課
  - 系統工程課
- 人事室
  - 人事行政課
  - 人力資源課
- 資材室
  - 財產課
  - 供應課
- 總務室
  - 庶務課
  - 文書課
  - 房務課
- 工務室
  - 醫工課
  - 養護課
- 採購室
  - 採購管理課
  - 採購作業課
- 勞工安全衛生室
- 會計室
  - 帳務課
  - 績效課
- 出納室

### 各委員會
- 手術室品質及管理委員會
- 加護病房管理委員會
- 母嬰親善醫院推動委員會
- 急診醫療品質審查委員會
- 病理組織委員會
- 病歷管理暨品質審查委員會
- 健康促進醫院推動與認證委員會
- 專科護理師培育委員會
- 結核病委員會
- 感染管制委員會
- 緩和暨預立醫療照護委員會
- 輸血委員會
- 輻射防護管理委員會
- 營養委員會
- 癌症委員會
- 醫事評議委員會暨生育事故關懷小組
- 醫療品質暨病人安全委員會
- 藥事委員會
- 人事評議審查委員會
- 人體試驗委員會
- 生物安全會
- 全院教育訓練委員會
- 危機管理委員會
- 採購委員會
- 勞工安全衛生委員會
- 勞工退休準備金監督委員會
- 圖書委員會
- 實驗動物照護及使用委員會
- 福利委員會
- 醫學研究暨學術倫理委員會
- 醫學倫理委員會
- 醫學教育委員會
- 重處理及使用仿單標示單次使用醫材管理委員會

## 國際合作
- 1967年，獲美國醫藥援華會（ABMAC）、世界復健基金會等單位贊助，派員赴菲律賓接受義肢支架製作訓練。
- 1975年，獲美國國際開發總署（AID）透過美國醫藥援華會捐建少年部醫院。
- 1977年，獲美國國際開發總署透過美國醫藥援華會捐建「兒童部通少年部走廊」及「義肢支架工廠」。
- 1983年，與美國維吉尼亞州亞力山大市保健服務專家組織合作物理治療員教育交流計畫。
- 1983年，與韓國賀爾德兒童福祉會結盟姊妹院。
- 1998年，與義大利帕維亞大學建教合作。
- 2010年，與越南軍方排名第一的103總醫院合作，並完成越南第一例成功的心臟移植。

## 外部連結
- 振興醫療財團法人振興醫院官方網站（繁體中文）（简体中文）（英文）